# Yves Godard
Yves Godard (* 21. Dezember 1911 in Saint-Maixent, Frankreich; † 3. März 1975 in Lessines, Belgien) war ein französischer Offizier, der im Zweiten Weltkrieg, dem Indochinakrieg und dem Algerienkrieg kämpfte. Er wurde später Mitglied in der rechten Terrororganisation OAS.
Er graduierte an der Militärschule Saint-Cyr und Chasseur Alpin. Er arbeitete bis zum Ausbruch des Zweiten Weltkrieges in Polen als Skilehrer und kehrte dann nach Frankreich zurück, wo er 1940 in Kriegsgefangenschaft geriet. Er war in Deutschland festgesetzt und versuchte mehrmals zu fliehen, schaffte es aber erst im dritten Anlauf. Er schloss sich der Résistance in Frankreich an. Zwischen Dezember 1944 und Februar 1946 kommandierte er das 27. Bataillon Chasseurs alpins.
Er war Besatzungssoldat in Österreich, bis er dann 1948 das Kommando über das Fallschirmjägerregiment 11e régiment parachutiste de choc übernahm. Er führte dieses während des ersten Indochinakrieges. 
1955 wurde Godard Chef der Fallschirmjägerinterventionsgruppe. Diese wurde kurz darauf in die 10. Fallschirmjäger-Division umgewandelt. Godard nahm 1956 am Angriff auf Ägypten während des Suez-Krieges teil. Godard nahm an der Schlacht um Algier teil. Er war Verbindungsoffizier zwischen Armee und Polizei. Er war Stabschef unter General Jacques Massu. Paul-Alain Léger vermutet, dass Godard Urheber des System Bleus de chauffe, bei denen Soldaten als Arbeiter verkleidet die Kasbah betraten und FLN-Kämpfer festnahmen.
Im Sommer 1959 wurde er zum directeur général der Polizei (Sûreté) in Algerien ernannt. Während der Woche der Barrikaden im Januar 1960 sandte Godard Captain Yves de La Bourdonnaye, um mit Pierre Lagaillarde zu verhandeln. La Bourdonnaye gab später zu, dass er mit den rechten Rebellen sympathisierte und nicht viel tat, um sie zur Aufgabe zu bewegen. Im Februar schickte Pierre Messmer  Godard nach Frankreich, aber dieser kehrte zurück und nahm am Putsch der Generäle 1961 teil. Als der scheiterte, trat er der rechten Terrorgruppe OAS bei und organisierte diese wie seine Feinde, die FLN. Er verließ Algerien im Sommer 1962 und blieb im Untergrund bis 1967. Godard wurde wegen seiner Teilnahme am Putsch 1961 und seiner Mitgliedschaft in der OAS in Abwesenheit zum Tode verurteilt. Er floh nach Belgien und kehrte auch nach der Amnestie 1968 nicht in sein Heimatland zurück. 63-jährig starb er in Belgien.

## Ehrungen
- Kommandeur der Ehrenlegion